# Houghton on the Hill
Houghton on the Hill est une paroisse civile et un village du Leicestershire, en Angleterre.